# مسجد المرادية (صنعاء)
مسجد المُرادِية بصنعاء هو أحد مساجد صنعاء القديمة، ويُعرف أيضًا بمسجد قبة المرادية. يقع في منطقة قصر غمدان (قصر السلاح حالياً) ويبعد عن جامع البكيرية بحوالي 400 متر وعن ميدان اللقية بحوالي 250 متر عبر شارع اللقية.

## خلفية تاريخية
بُني المسجد في العام 984هـ/1576م أثناء الوجود العثماني في اليمن، ويعتبر من المساجد المميزة التي صُمِّمَت على الطراز المعماري العثماني في بناء المساجد لكن التأثير كان محدود مع النمط المعماري السائد لمدينة صنعاء، وفي تلك الفترة التي بُني فيها المسجد، شهدت صنعاء تناوب السيطرة عليها بين العثمانيين الأتراك والأئمة الزيديين وكان أول مسجد بُني على الطراز العثماني في تلك الفترة هو مسجد قبة المرادية وآخرها مسجد النور المعروف بإسم مسجد مُعَمَّر.
أمر ببناء المسجد الوالي العثماني مراد باشا والذي يعتبر من أعدل الولاة العثمانيين في اليمن، ولذلك عُرف هذا المسجد باسم القبة العادلية، ومن ضمن المسميات التي عُرف بها المسجد «المدرسة المرادية»، حيث إن هذا المسجد كان في السابق يؤدي وظيفة المسجد المدرسة، حيث كانت المدرسة مخصصة لتدريس المذهب الحنفي وذلك لوقف المد الزيدي الشيعي في اليمن، ويتبع تخطيط المسجد الطراز العثماني الوافد فيما يعرف بطراز مدينة بورصة الأول، حيث يتكون من المسجد من بيت للصلاة يعلوه قبة ذات قطاع مدبب ويتقدم بيت الصلاة سقيفة، ويعتبر هذا المسجد كما ذكرنا من أوائل المساجد المصممة على الطراز المعماري العثماني في اليمن، وتكرر بعد ذلك هذا الطراز في مساجد أخرى في صنعاء من أبرزها جامع جناح وجامع البكيرية وجامع قبة طلحه، وقد تناول هذا المسجد بعض الباحثين ولكن أحد لم يستطع أن يدخله ويقوم بتصويره ورفعه معمارياً، حيث توجد صعوبة كبيرة في دخوله نظراً لوقوعه ضمن المناطق العسكرية اليمنية، واعتمدوا على بعض الإشارات البسيطة في كتب المصادر التاريخية، عدى أحد الباحثين من جامعة الفيوم تمكن أثناء زيارته لصنعاء من تصوير المسجد ورفعه معمارياً، بالإضافة إلى أن الباحث استطاع أن يطلع على المسودة السنانية وهي إحدى وثائق الوقف المهمة الخاصة بمساجد صنعاء، وتمكن من نشر ما جاء بها من ذكر في دراسته بهذا الخصوص. 